# 福滝りり
福滝 りり（ふくたき りり、1992年12月27日 - ）は、日本の元グラビアアイドル、元タレントである。滋賀県出身。

## 略歴
2013年のSUPER GTにおいて、「エヴァンゲリオンレーシング」の碇シンジ役としてレースクイーン活動を行った。同年には日テレジェニック2013にエントリーされていたが落選している。

## 人物
趣味はカラオケ、映画鑑賞。特技は歌を歌うこと、年齢を当てること、握力。

## 作品

### 映像作品
- リリカル（2013年6月21日、竹書房）[2]
- りりたいむ（2013年9月20日、イーネットフロンティア）[3]
- リリーホワイト（2013年12月24日、ラインコミュニケーションズ）

## 出演

### CM
- 「日テレRESORT＠seazoo」（日々放送中！）

### テレビ
- 「EXスーパーアイドルQUEEN」（2013年1月、スカパー）
- 「ピグワン」（2013年1月、つくばテレビ）
- 「甘王の共感スクール」（2013年6月4日、テレビ朝日）
- 「お願い!ランキング」（2013年6月17日、テレビ朝日）
- 「アイドルの穴2013～日テレジェニックを探せ！」[4]（2013年7月6日 - 13日、日本テレビ）
- 「東京暇人」（2013年7月12日・19日、日本テレビ）
- 「大東京トイボックス」第9話（2014年3月8日、テレビ東京）
- 「オールスター感謝祭2014春」（2014年3月29日、TBS） - アシスタント

### 雑誌
- 「Bejean」（2013年5月22日、GOT） - 私立Bejean女学館
- 「FLASH」（2013年6月11日、光文社）
- 「ヤングガンガン」（2013年6月21日発売号、スクウェア・エニックス） - 取材ページ
- 「ヤングガンガン」（2013年7月5日発売号、スクウェア・エニックス） - 巻末グラビア掲載
- 「週刊プレイボーイ」[5]（2013年7月22日発売号、集英社） - グラビア化計画
- 「EX MAX!」（2013年8月号、ぶんか社）
- 「ドカント」（2013年8月号、デジタルスタイル）
- 「ヤングガンガン」（2013年8月16日発売号、スクウェア・エニックス） - DVD特別付録収録
- 「DVDヨロシク！」（2013年9月21日、三和出版）

### レースクイーン
- エヴァンゲリオンレーシング2013（SUPER GT） - 碇シンジ 役[6]

### ネット配信
- SWEET ROOM（2013年7月22日 - 、集英社）
- マイスマTV「THEパーフェクト」（毎週土曜日23:30 - ）
- ニコ動「映画に乾杯、ガチで！」（2013年6月3日 - ）

### 舞台
- アリスインプロジェクト「ラフィン〜笑いの免許証〜[7]」（2013年1月30日 - 2月3日、池袋・シアターKASSAI） - 星組 八千代晴香 役